# Anthony Terrell
Anthony Wedell Terrell (Dallas, 15 ottobre 1981) è un ex cestista statunitense, professionista nella NBDL.